# Wodowanie
Wodowanie – wprowadzenie statku wodnego albo innej jednostki pływającej na wodę po budowie, remoncie, transporcie itp.
Wodowania można dokonać poprzez:
- spuszczenie po pochylni
  - rufą
  - burtą
- wwiezienie do wody na wózku (slipowanie)
- opuszczenie za pomocą urządzenia dźwigowego
- wpuszczenie wody do suchego doku
- zatopienie doku pływającego
- stopienie lodu po dokowaniu przez wymrażanie.

Szczególnie uroczyste jest wodowanie jednostki nowo zbudowanej w stoczni połączone z chrztem i nadaniem nazwy.

## Galeria
Wideo
- Wodowanie burtowe amerykańskiego Littoral Combat Ship USS „Billings”
- Wodowanie rufowe holenderskiego lekkiego krążownika przeciwlotniczego Hr.Ms. „Jacob van Heemskerck”

Etapy wodowania bocznego (poprzecznego) zrzutowego

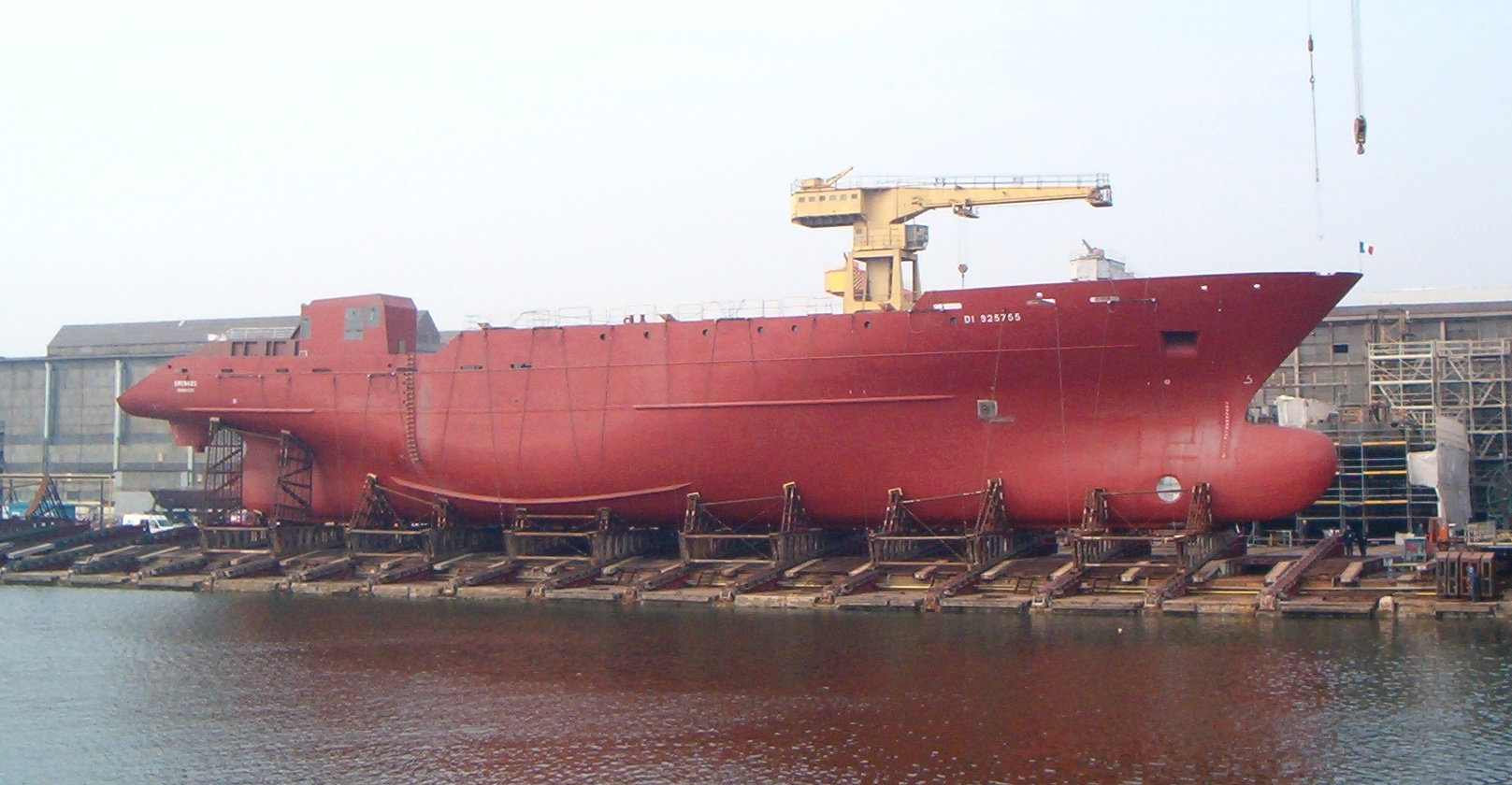
Kadłub na pochylni przygotowany do wodowania
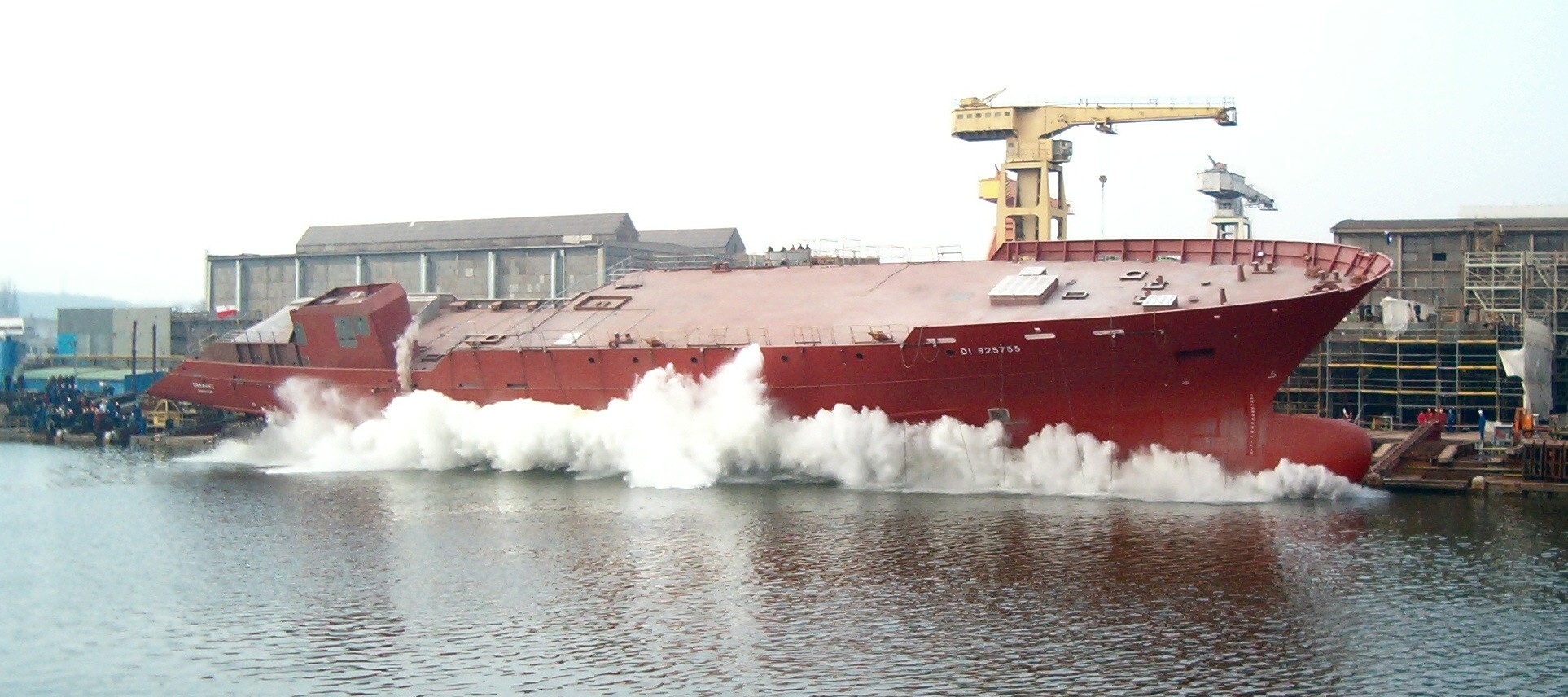
Wodowanie – etap I
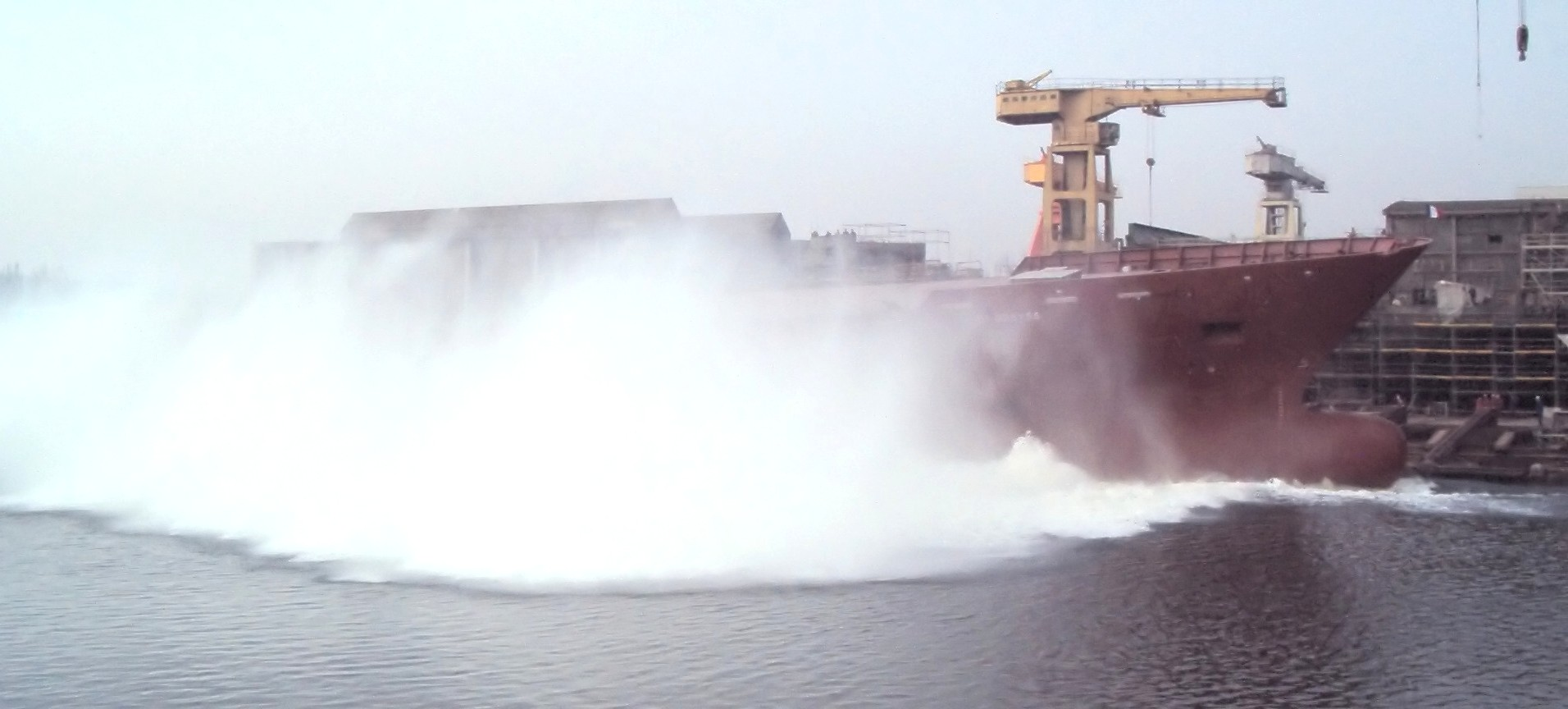
Wodowanie – etap II
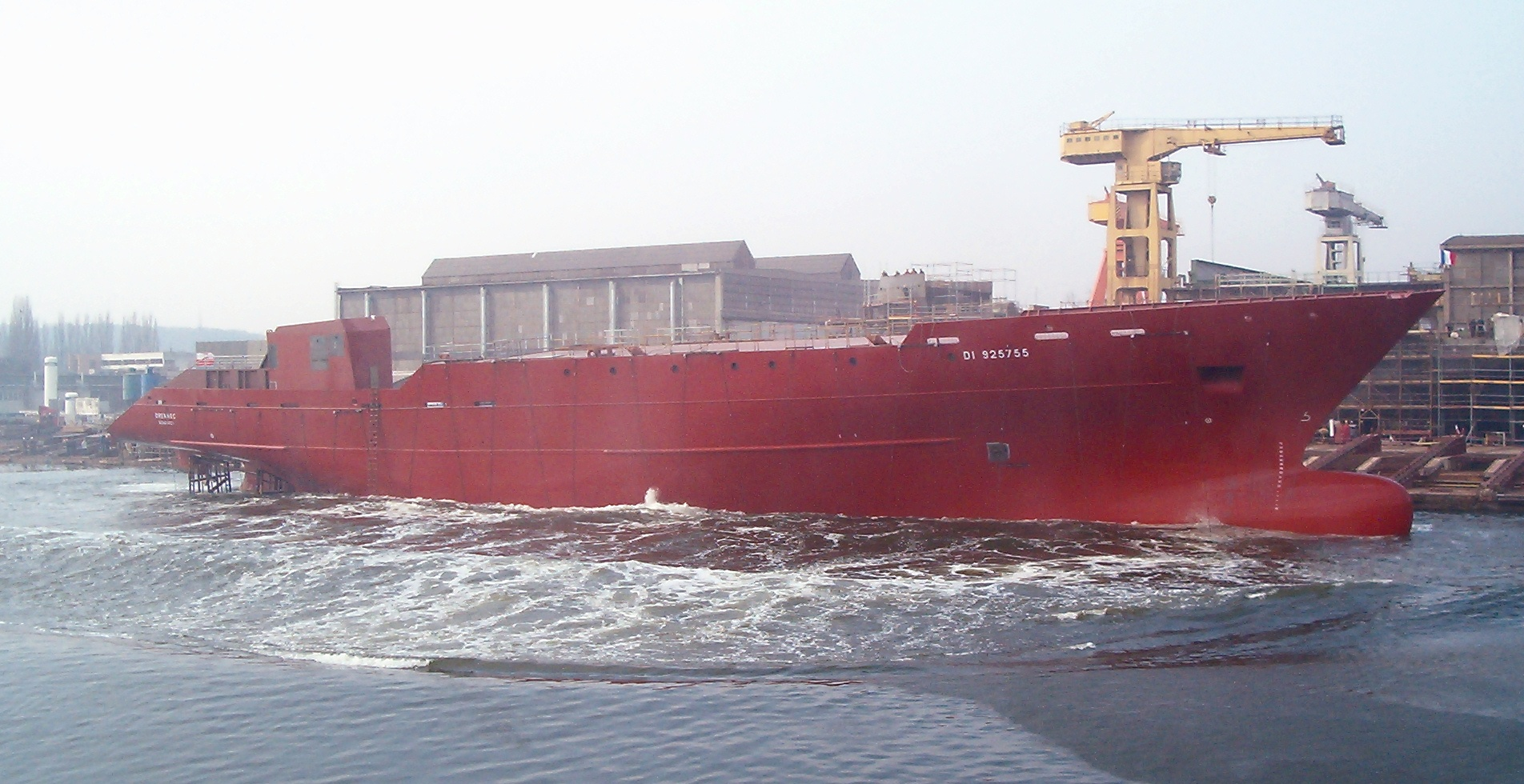
Wodowanie – etap III
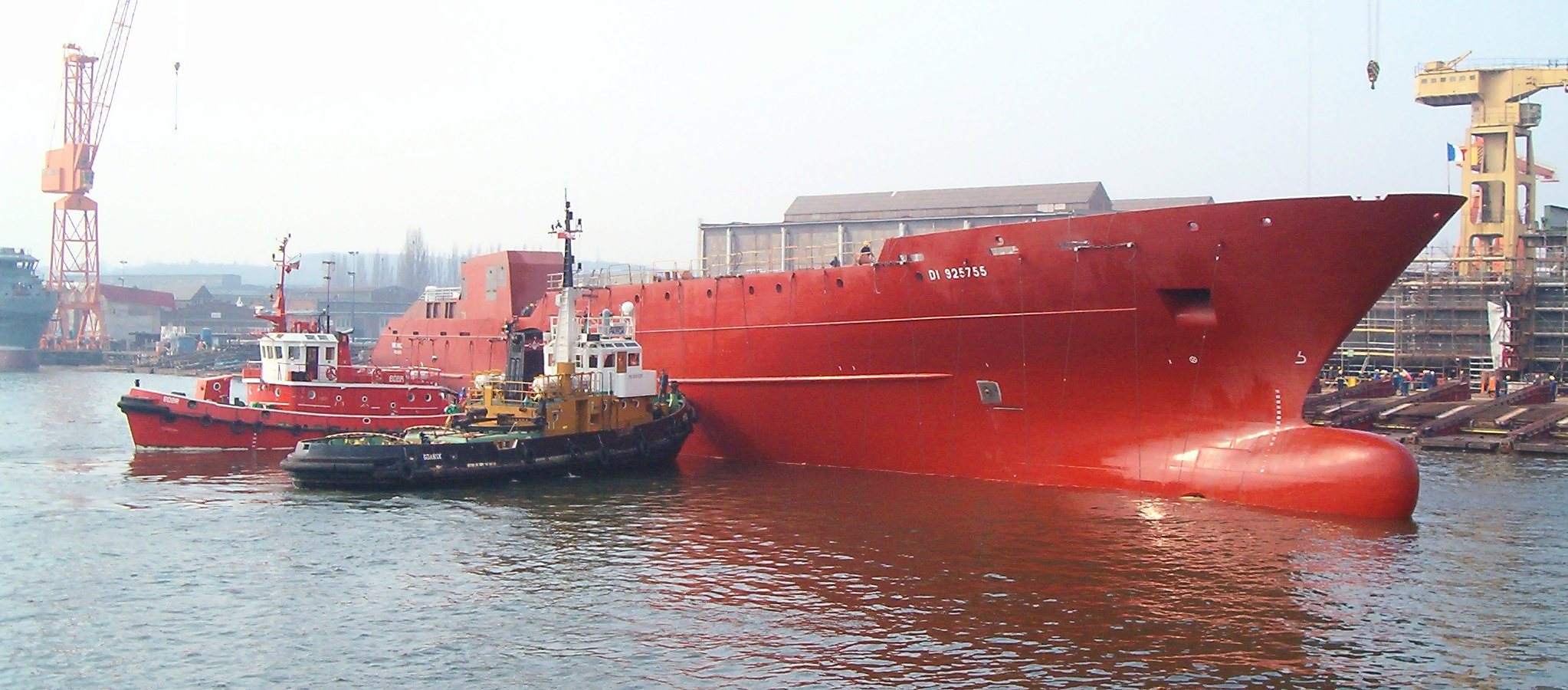
Dopychanie kadłuba do nabrzeża

Inne grafiki

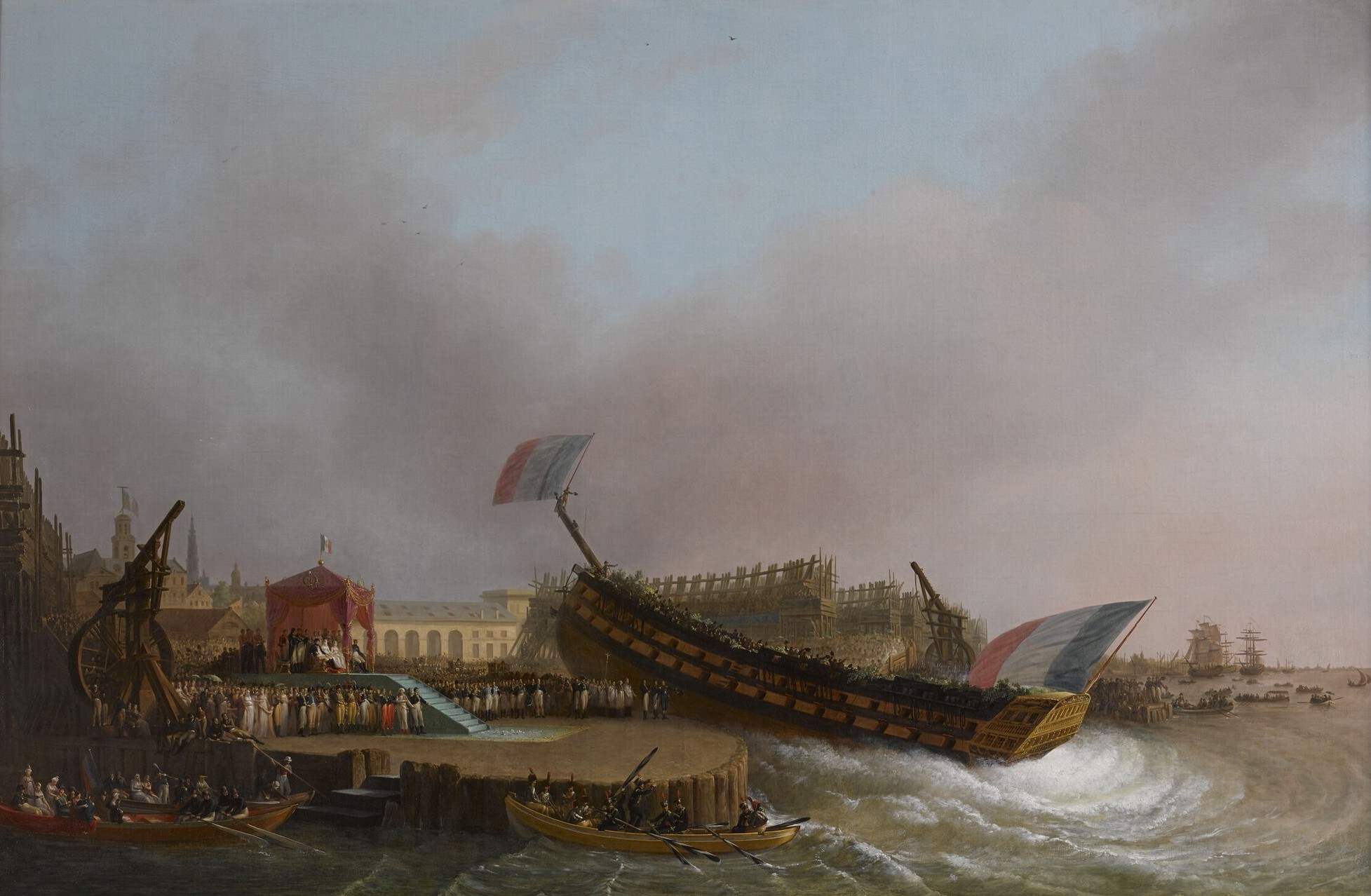
Obraz Mattheusa Ignatiusa van Bree przedstawiający wodowanie francuskiego żaglowca liniowego „Friedland” w 1810 roku
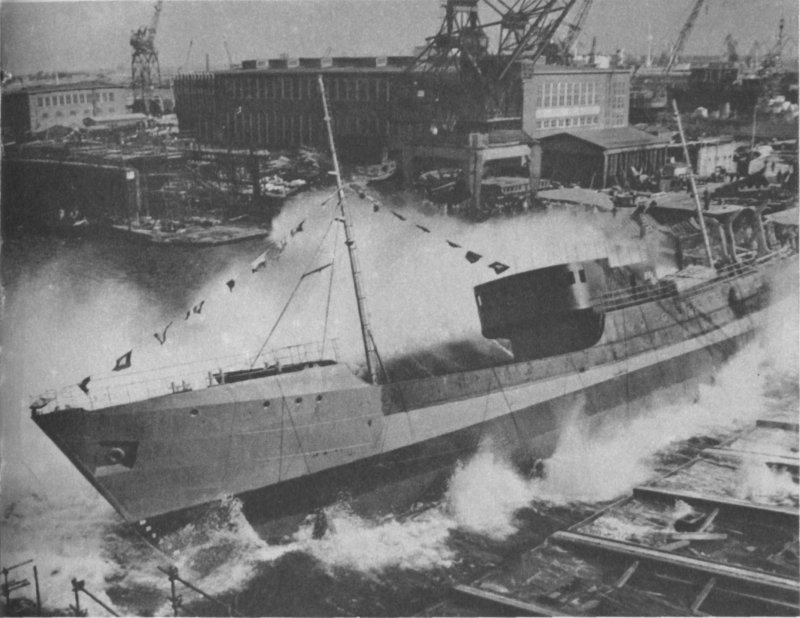
Wodowanie drobnicowca typu B-53 z pochylni bocznej (zrzutowej) w Stoczni im. Komuny Paryskiej
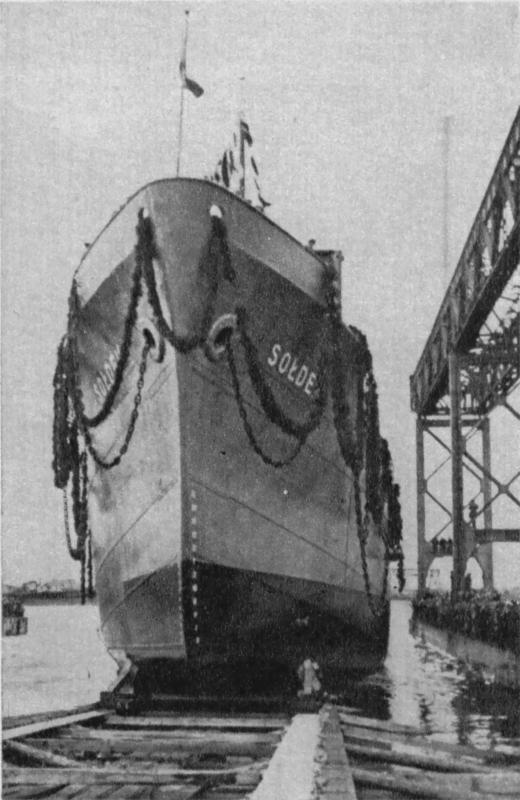
Wodowanie rudowęglowca Sołdek z pochylni wzdłużnej w Stoczni Gdańskiej 6 listopada 1948.
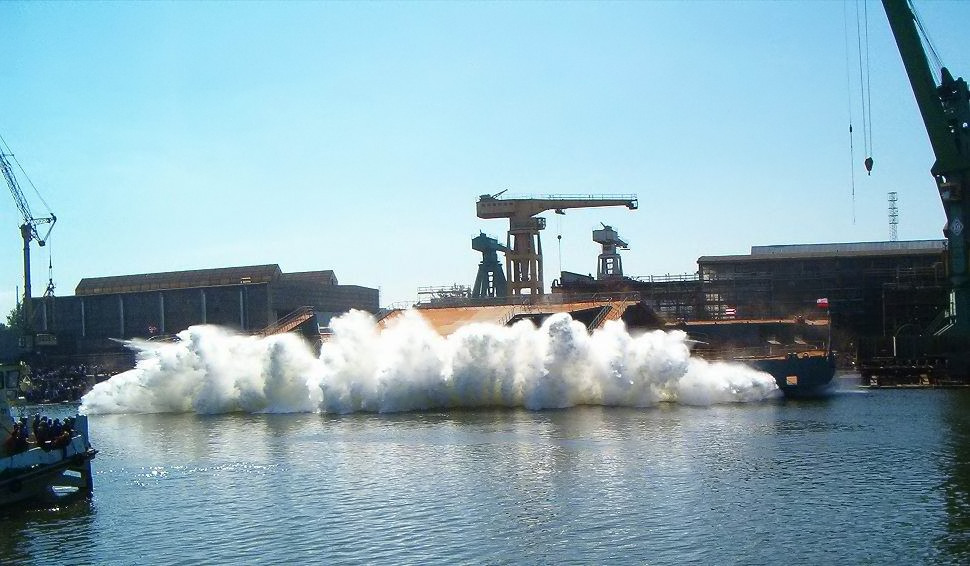
Wodowanie poprzeczne kadłuba promu w Stoczni Północnej
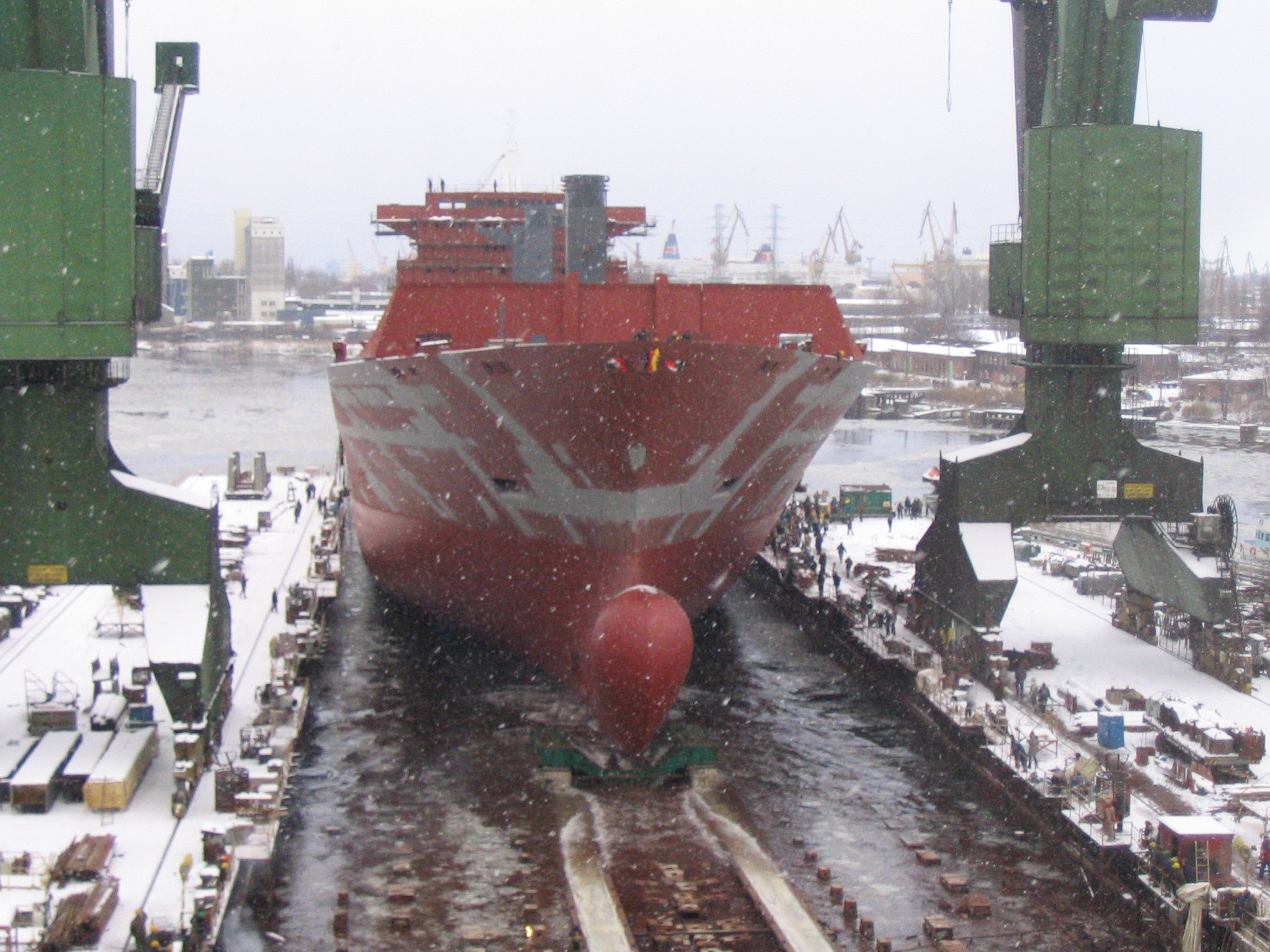
Wodowanie wzdłużne w Stoczni Gdańskiej